# Naturräume im Landkreis Marburg-Biedenkopf
Der innerhalb der Mittelgebirgsschwelle liegende, hessische Landkreis Marburg-Biedenkopf ist, wie die meisten historisch-politischen Regionen, eine heterogene Sammlung einander angrenzender Naturräume. Namentlich bekannt sind insbesondere die mit 674 m höchste Erhebung Sackpfeife an der nordwestlichen Kreisgrenze nördlich Biedenkopfs, das große Waldgebiet des Burgwaldes im Norden, die Lahnberge im östlichen Marburger Stadtgebiet und das östlich angrenzende Amöneburger Becken mit der singulären Amöneburg, das nordöstlich in den Neustädter Sattel übergeht, wo die Rhein-Weser-Wasserscheide überschritten wird.
Die Westhälfte des Landkreises nimmt das montanere Gladenbacher Bergland ein, das am 498 m hohen Rimberg die Grenze zum historischen Hinterland überschreitet und im Westen knapp jenseits der Kreisgrenze an der Angelburg 609 m erreicht.

## Naturräumliche Gliederung
Das Kreisgebiet des Landkreises Marburg-Biedenkopf liegt an der Nahtstelle dreier Mittelgebirgs-Großlandschaften. Eine in Nord-Süd-Richtung verlaufende Talsenke, die sich vom Norden des Landkreises über die Wetschaft-Senke (Münchhausen, Wetter, Lahntal) zieht, nach dem Überqueren des Lahn-Oberlaufes in die Elnhausen-Michelbacher Senke (westliche Marburger Ortsteile) übergeht und schließlich im Süden des Kreisgebietes (bei Weimar und Fronhausen) wieder das Tal der Lahn trifft und darin im Gießener Becken seine Verlängerung findet, trennt die Ausläufer des Rheinischen Schiefergebirges im Westen von den Landschaften des Westhessisches Berg- und Senkenlandes im Osten.
Das Obere Lahntal westlich Sterzhausens wiederum teilt in Ost-West-Richtung die Rheinischen Schiefergebirgs-Ausläufer in die des Rothaargebirges im Nordwesten und die des (naturräumlichen) Westerwaldes im Westen und Südwesten des Kreisgebietes.

### Sackpfeife und Vorhöhen
Der Nordwesten des Landkreises zählt zur Haupteinheitengruppe Süderbergland (33 bzw. D38) mit dem Höhenschwerpunkt im Rothaargebirge ("Hochsauerland", Haupteinheit 333). Zum Rothaargebirge im eigentlichen Sinne zählt auf dem Kreisgebiet indes nur die unmittelbare Umgebung der 674 m hohen Sackpfeife, deren Gipfel bereits an der nördlichen Kreisgrenze zu Waldeck-Frankenberg liegt.
Dem gegenüber zählen die sich in südöstliche Richtung anschließenden Sackpfeifen-Vorhöhen zum Ostsauerländer Gebirgsrand (332).
Nur die Biedenkopfer Ortsteile Engelbach, Dexbach und Katzenbach liegen wirklich im Inneren der Vorhöhen (bzw. Dexbach sogar an der unmittelbaren Nahtstelle zum Rothaargebirge); alle anderen Ortschaften berühren diesen Naturraum nur vom Oberen Lahntal aus.

### Gladenbacher Bergland

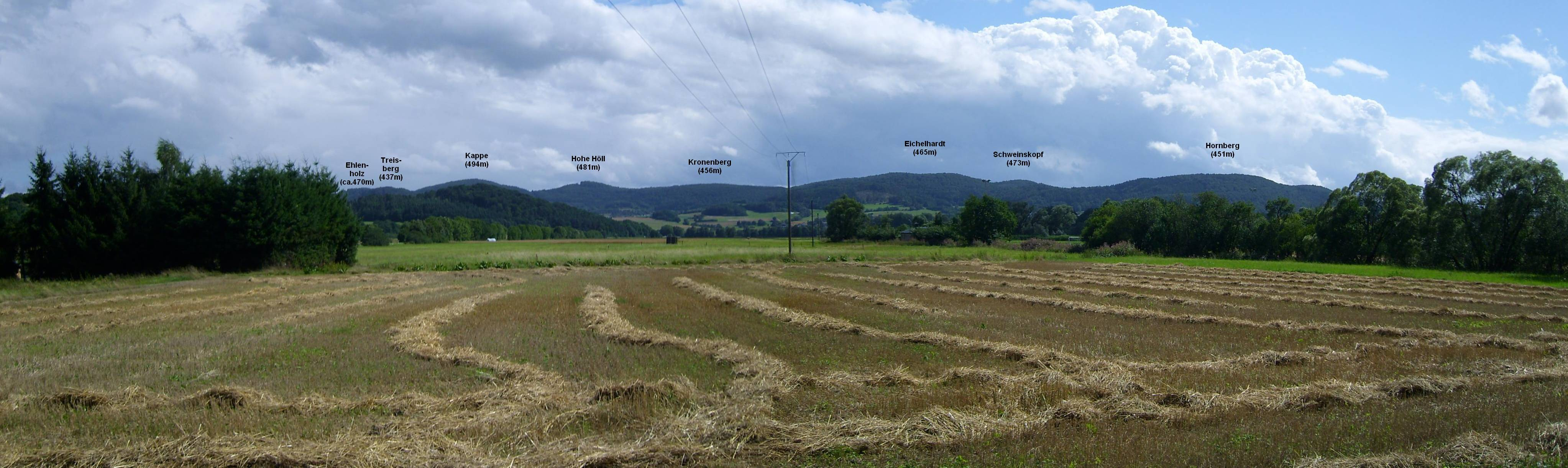
Das Obere Lahntal und die nordwestlichen Damshäuser Kuppen

Das Gladenbacher Bergland (Haupteinheit 320), das den Westen und Südwesten des Landkreises einnimmt, wird naturräumlich dem Westerwald (Haupteinheitengruppe 32 bzw. D39) zugerechnet, besitzt jedoch eine gewisse Eigenständigkeit und erreicht (knapp außerhalb des Kreisgebietes) an der Angelburg immerhin 609 m, im Landkreis selbst noch um 600 m.

#### Oberes Lahntal
Die meisten Ortsteile Biedenkopfs und Dautphetals sowie die westlichen Lahntals liegen im Oberen Lahntal, das auch das Tal der Dautphe umfasst. Die z. T. sehr breiten Auen dieser Nahtstelle der beiden Großlandschaften des Rheinischen Schiefergebirges werden auch landwirtschaftlich genutzt.

#### Lahn-Dill-Bergland

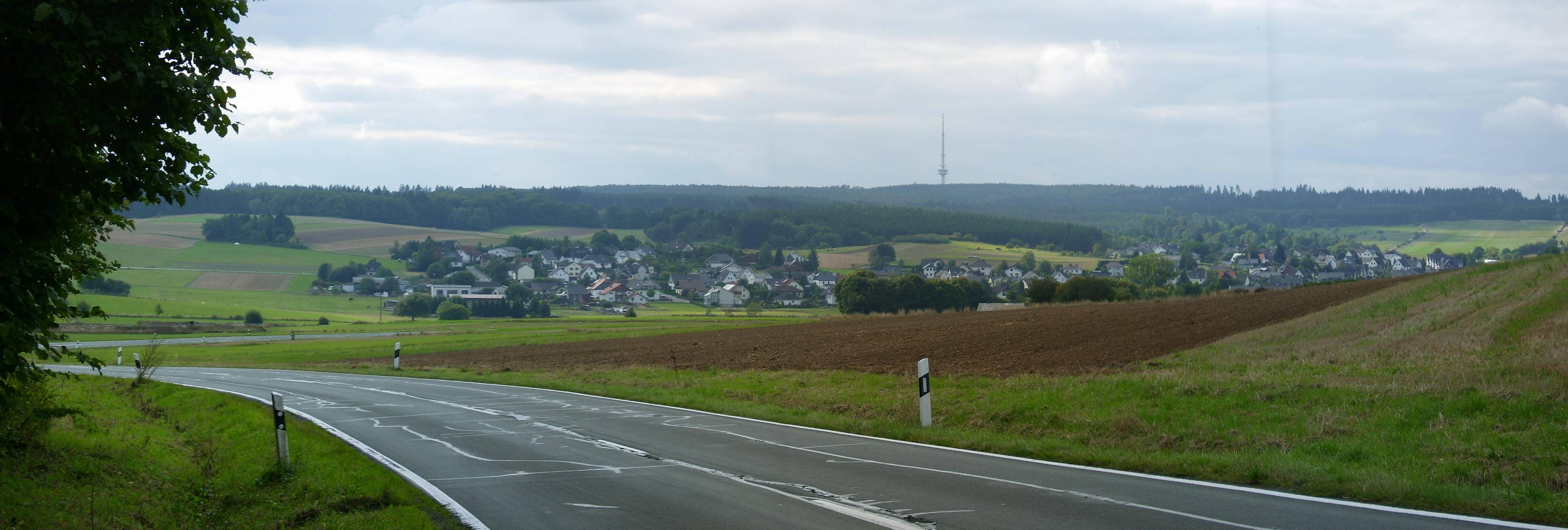
Blick auf Bottenhorn in einer leichten Mulde (485 m aufwärts). Im Hintergrund die 609 m hohe Angelburg.

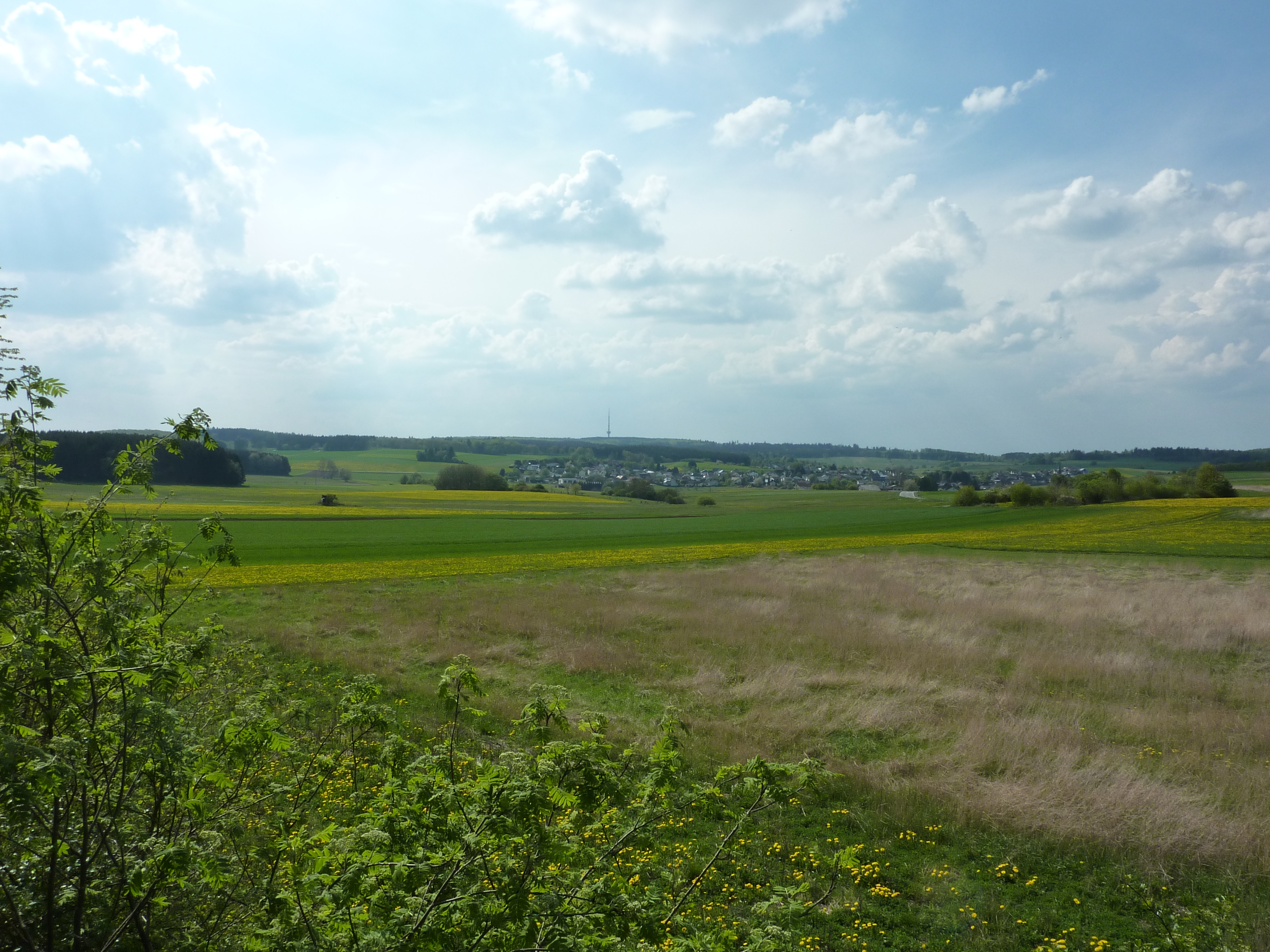
Blick aus Süd-Ost über die Bottenhorner Hochflächen (i.M. 500 m ü. NN) mit Bottenhorn und den durch T-Systems betriebenen Sender Angelburg im Westen, Bildmitte rechts hinten vor dem Wald der Sonderlandeplatz, ICAO-Code EPGT

Als Lahn-Dill-Bergland im naturräumlichen Sinne (nicht zu verwechseln mit dem gleichnamigen Naturpark, an den etwa die Hälfte der Gemeinden des Landkreises angeschlossen sind) bezeichnet man die westlichen, montaneren Teile des Gladenbacher Berglandes. Innerhalb des Kreisgebietes sind das die Naturräume Breidenbacher Grund (bis 562 m) unmittelbar südlich der Lahn, das sich südlich anschließende Plateau der Bottenhorner Hochflächen mit der Angelburg (609 m, im Landkreis bis 600 m) und, südlich hiervon und durch den Oberlauf der Salzböde abgetrennt, der bis gut 500 m hohe Zollbuche-Höhenzug, der nach Osten das (naturräumliche) Salzbödetal (s. u.) durchschneidet. Alle drei Naturräume liegen gänzlich im Hinterland (ehemaliger Landkreis Biedenkopf).

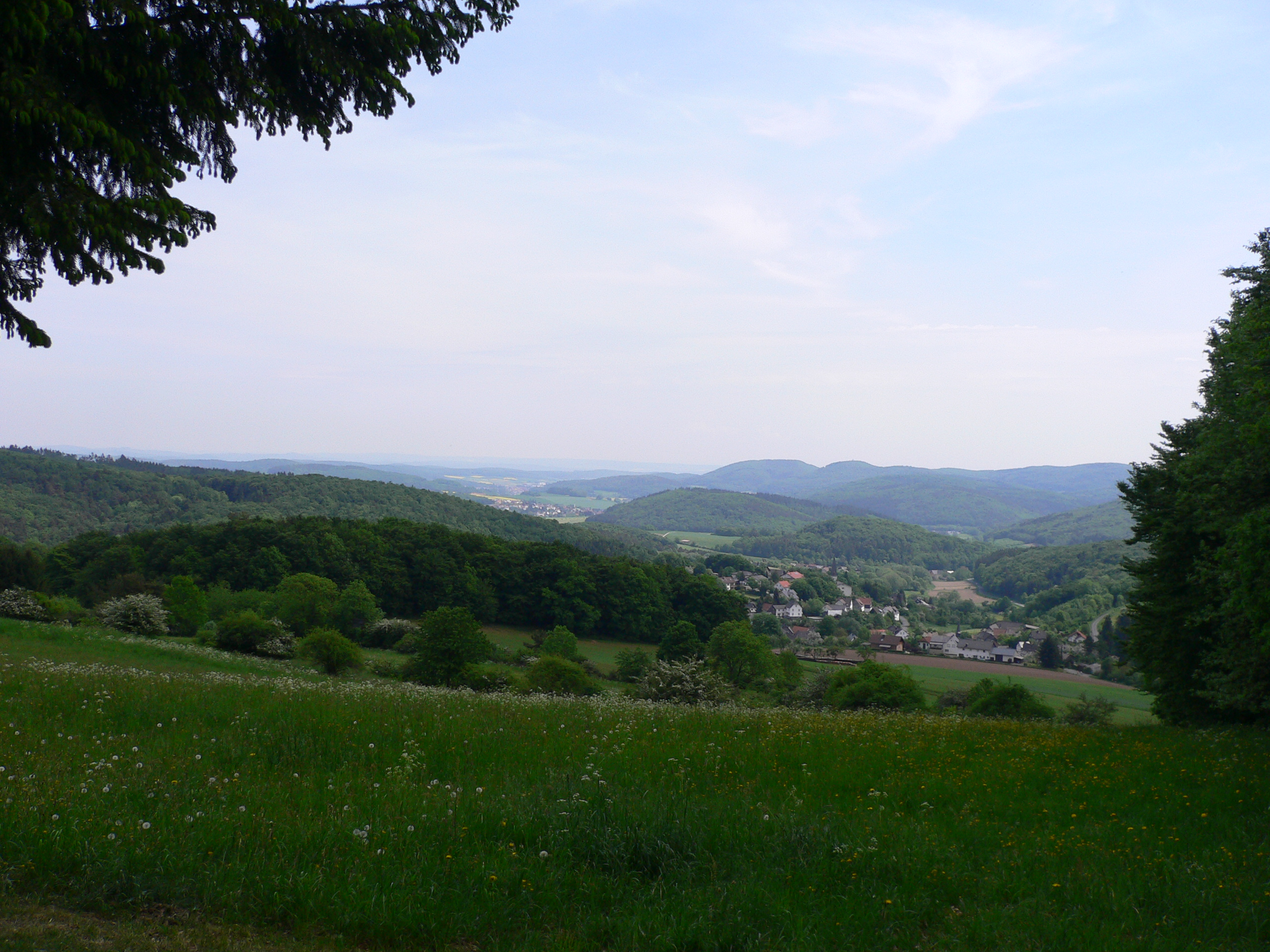
Das Mittlere Salzbödetal; vorne Wommelshausen, in der rechten Bildhälfte die östlichen Zollbuche-Erhebungen

Auf dem Zollbuche-Höhenzug selbst liegt mit (Bad Endbach-)Günterod nur ein einziger Ortsteil des Landkreises. Dem gegenüber sind die Bottenhorner Hochflächen bis in Höhen um 500 m besiedelt (und auch ackerbaulich genutzt), so z. B. im namensgebenden Bad-Endbacher Ortsteil Bottenhorn. Die meisten Endbacher Ortsteile liegen indes am naturräumlich zur Zollbuche gezählten Oberen Salzbödetal mit seinen Nebentälern.
Weiter nördlich berühren nur die südlichsten Ortsteile von Steffenberg und Angelburg die Hochflächen, während deren meiste Ortsteile an den Tälern der Perf und ihrer linken Nebenflüsse Gansbach und Hörle in weniger montanen Höhen des Breidenbacher Grundes liegen, ebenso wie die Ortsteile von Breidenbach selbst, die z. T. auch am linken Perf-Nebenfluss Diete liegen.

#### Salzbödetal
Das reliefarme und nur zu geringeren Teilen bewaldete Hügelland des Salzbödetals reicht nordwestlich bis zum Kernort Bad Endbachs und umfasst auch das südlich der Zollbuche gelegene Tal der Vers. Hier liegen die wichtigsten Ortsteile Gladenbachs, alle Ortsteile Lohras und einige von Weimar.

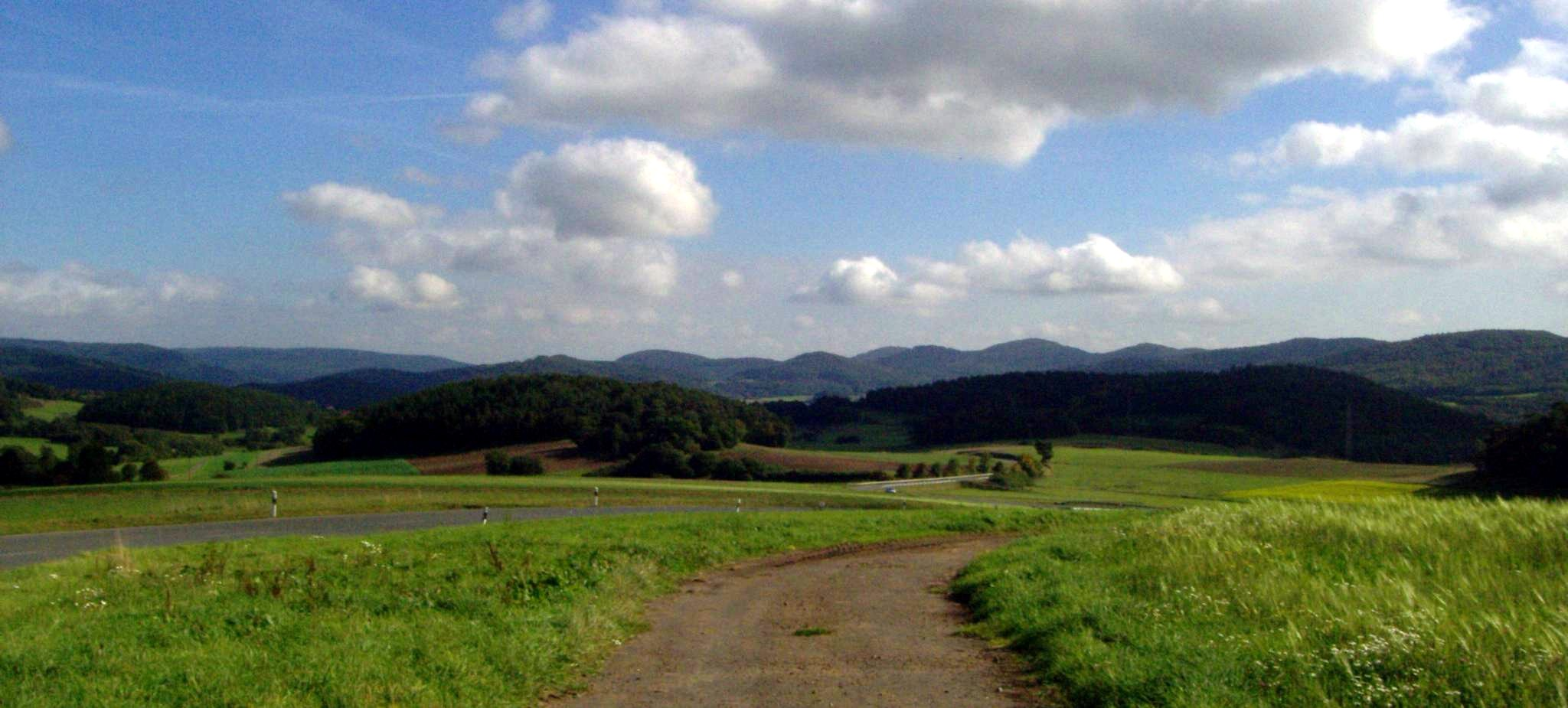
Blick von Silberg auf die Damshäuser Kuppen mit dem 498 m hohen Rimberg

#### Damshäuser Kuppen und Elnhausen-Michelbacher Senke
Das Damshäuser Kuppengebiet mit dem 498 m hohen Rimberg stellt ein vergleichsweise eigenständiges Bergland mittleren Reliefs dar, das im Norden Ähnlichkeit zum Hessischen Kegelspiel der Rhön aufweist. Auf den kuppigen Berggipfeln herrscht zumeist Buchenwald vor, in den Talsenken zwischen einigen Berggruppen wird dem gegenüber intensiv Landwirtschaft betrieben. Neben dem namensgebenden Dautphetaler Ortsteil Damshausen liegen hier diverse nordöstliche Ortsteile Gladenbachs, der Weimarer Ortsteil Nesselbrunn und Marburg-Dilschhausen.
Nach Osten schließt dieser praktisch gänzlich über die Allna und ihren Nebenfluss Ohe nach Osten entwässerte Höhenzug in der Elnhausen-Michelbacher Senke ab. In den westlichen Ortsteilen Marburgs (u. a. die namensgebenden Elnhausen und Michelbach) und den nördlichen Ortsteilen Weimars wird intensiv Landwirtschaft betrieben.
Nach Osten geht die Senke fließend in den Marburger Rücken und damit ins Westhessische Bergland über.

### Westhessisches Bergland
Zum Westhessischen Bergland (Haupteinheitengruppe 34 bzw. D46) werden alle zur Hessischen Bruchscholle gezählten Landschaften westlich der Hessischen Senke, deren Teillandschaft z. B. die etwas östlich des Kreisgebietes liegende Schwalm ist, einschließlich der Senke selbst gezählt.
Während das Westhessische Bergland nordöstlich des Kreisgebietes in Kellerwald und Habichtswald auch Montanhöhen (bis 675 m) erreicht, werden im Kreisgebiet nur Höhen um 400 m bei einer Reliefenergie von etwa 200 m erreicht – dieses jedoch in praktisch allen Landschaftsteilen!

#### Marburger Bergland

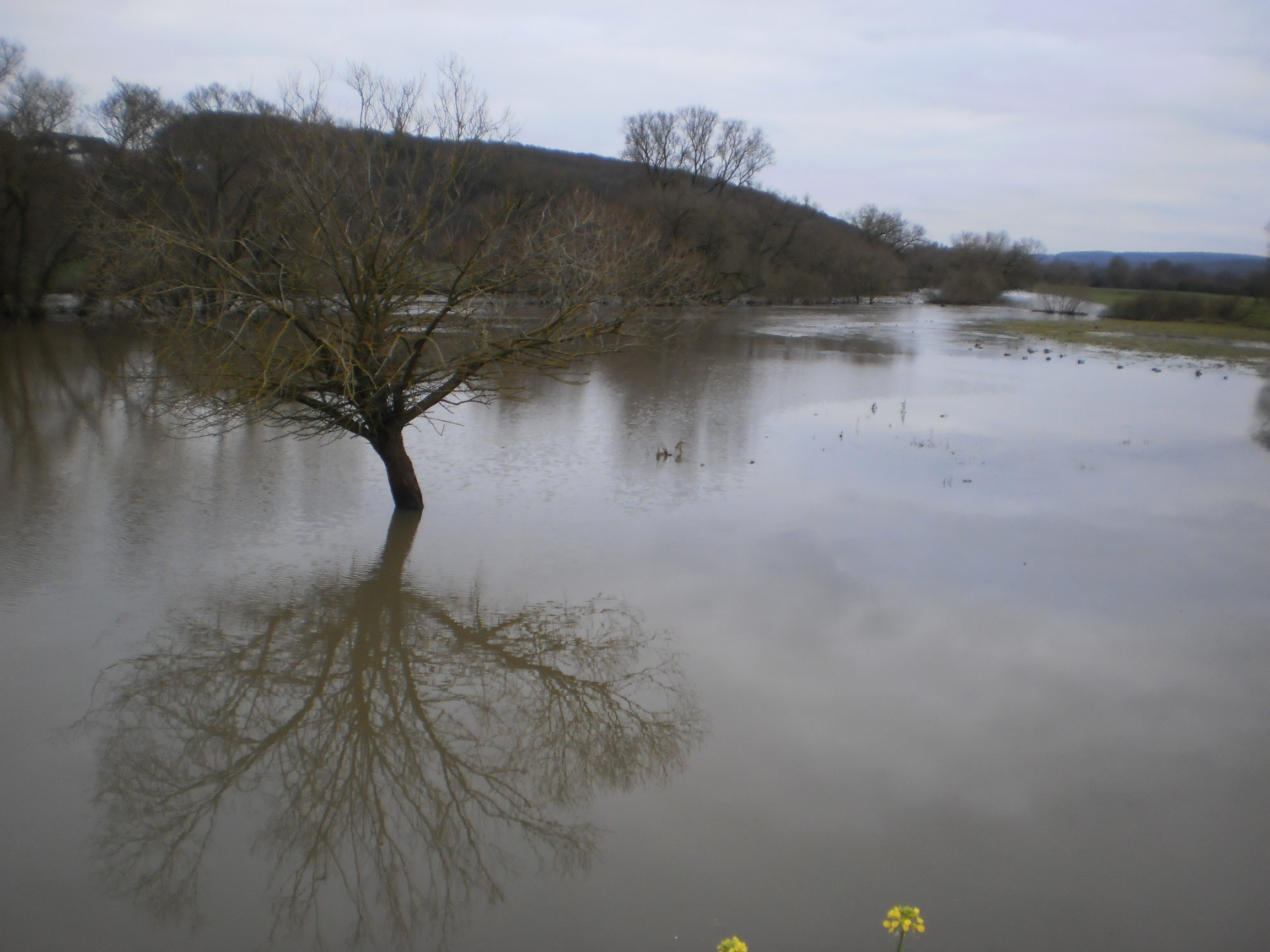
Das Lahntal (hier bei Roth) nimmt bei Schneeschmelze oder nach starken Regenfällen die Niederschläge der Region auf, was bei Einengung des Flusslaufs zu Hochwasserereignissen führen kann.

Das zum Marburg-Gießener Lahntal (Haupteinheit 348) gezählte, bis 380 m hohe Bergland zwischen dem Marburger Rücken im Westen und den Lahnbergen im Osten, dessen Talzone nach Süden bis über das Kreisgebiet hinaus reicht, nimmt einen Großteil der Gemarkung Marburgs ein sowie im Norden Teile von Cölbe und im Süden neben Teilen Weimars alle Ortsteile Fronhausens.
Die parallele Entstehung des Flusstales und der beiden Höhenzüge ist nicht zuletzt darin erkennbar, dass die beiden Buntsandsteinrücken zur Lahn hin stark abfallen, in die jeweilige Gegenrichtung jedoch vergleichsweise sanft. Analog zur Entstehung des Mittelrheines haben sich östliche und westliche Gesteinsschichten gegeneinander verschoben, bis sich seitlich eines zentralen Grabens die Bodenstufen aufgeschichtet hatten.

#### Wetschaft-Senke
Obgleich naturräumlich zur Haupteinheit (345) des Burgwaldes gezählt, ist die fast gänzlich unbewaldete und, anders als der Großteil des "eigentlichen" Burgwaldes, vergleichsweise fruchtbare Landschaft der Wetschaft-Senke in der Nutzung durch den Menschen dessen krasses Gegenteil.
In den Ortsteilen Münchhausens, Wetters und Lahntals wird intensiv Landwirtschaft betrieben, in den größeren Orten im Süden ist auch Industrie angesiedelt.

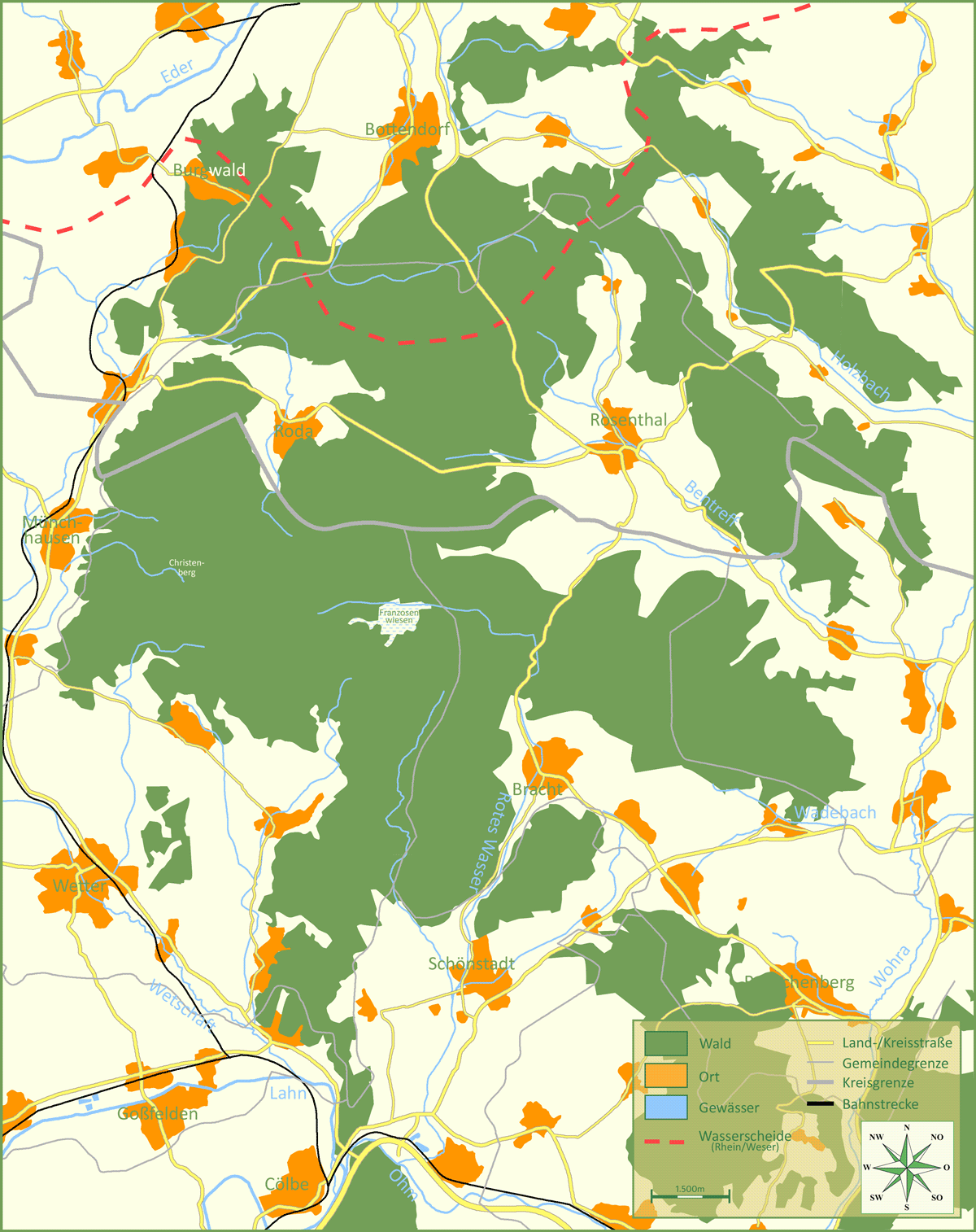
Lagekarte des Burgwaldes

#### Burgwald
Der Burgwald (Haupteinheit 345) ist eines der größten zusammenhängenden Waldgebiete Hessens und liegt etwa zur (südlichen) Hälfte im Landkreis. Höhen von knapp über 400 m erreicht das relieftechnisch sehr homogene Buntsandsteinland mehrfach. Es wird innerhalb des Landkreises von den Flüssen Wetschaft (Westen), (einem kurzen Stück Lahn im Südwesten,) Ohm (Süden) und Wohra (Osten) vergleichsweise scharf begrenzt.
Das zentrale Waldland des Nördlichen Burgwaldes wird im Westen von Ortsteilen Wetters und Lahntal-Göttingen (je an der Nahtstelle zur Wetschaft-Senke), im Osten von den Cölber Ortsteilen Reddehausen und Schönstadt sowie von Rauschenberg-Bracht und den Ortsteilen Wohratals (Letztere im gleichnamigen Naturraum) eingerahmt. Bekannte Ausflugsziele sind u. a. die Burg Mellnau und der Christenberg.
Der von der Fläche her kleinere, von der B3 abgetrennte Südliche Burgwald ist dem gegenüber nur zu einem kleinen, westlich von Rauschenberg und Kirchhain-Himmelsberg sowie östlich von Cölbe-Schwarzenborn und Kirchhain-Sindersfeld gelegenen Teil bewaldet. Speziell im nördlichen Gemarkungsgebiet Rauschenbergs wird intensiv Landwirtschaft betrieben.

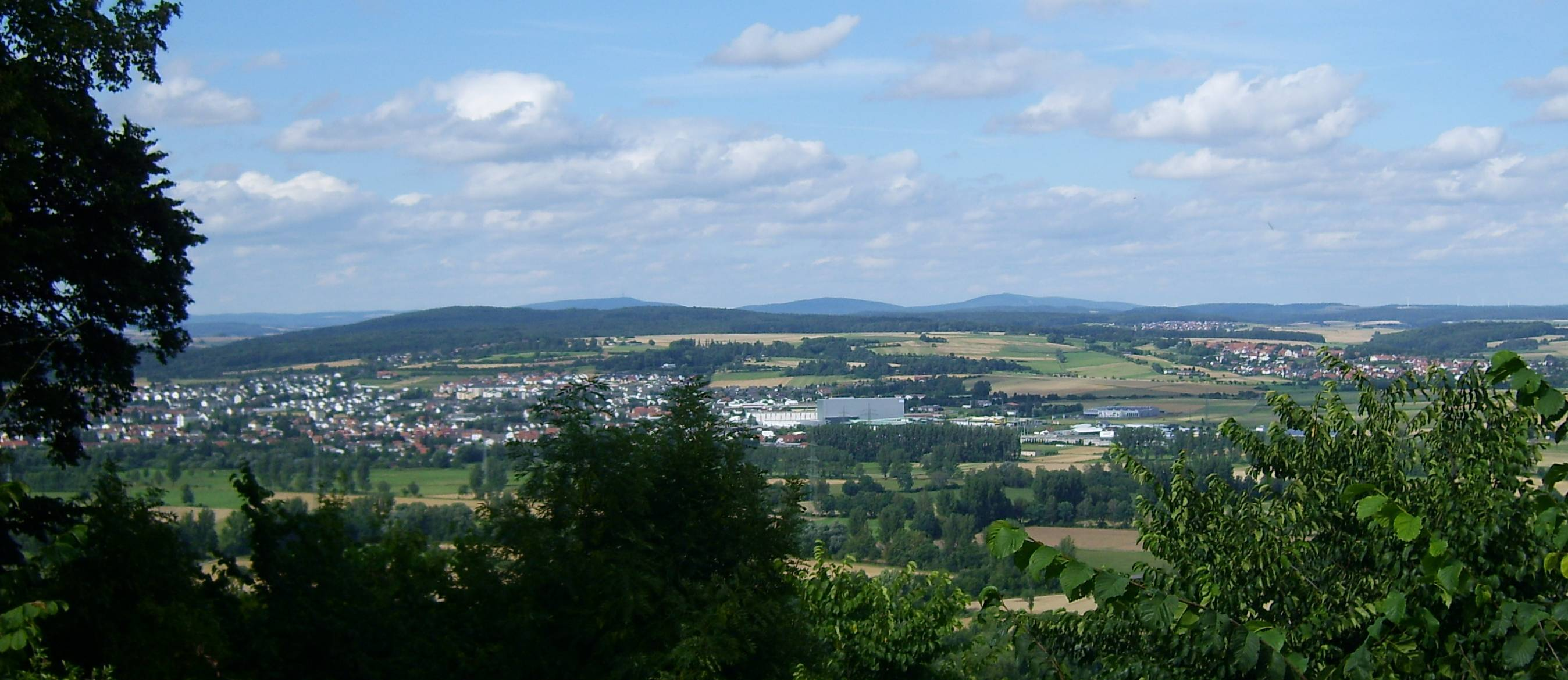
Blick von der Amöneburg auf den Burgholz; im Hintergrund der Kellerwald.

#### Oberhessische Schwelle

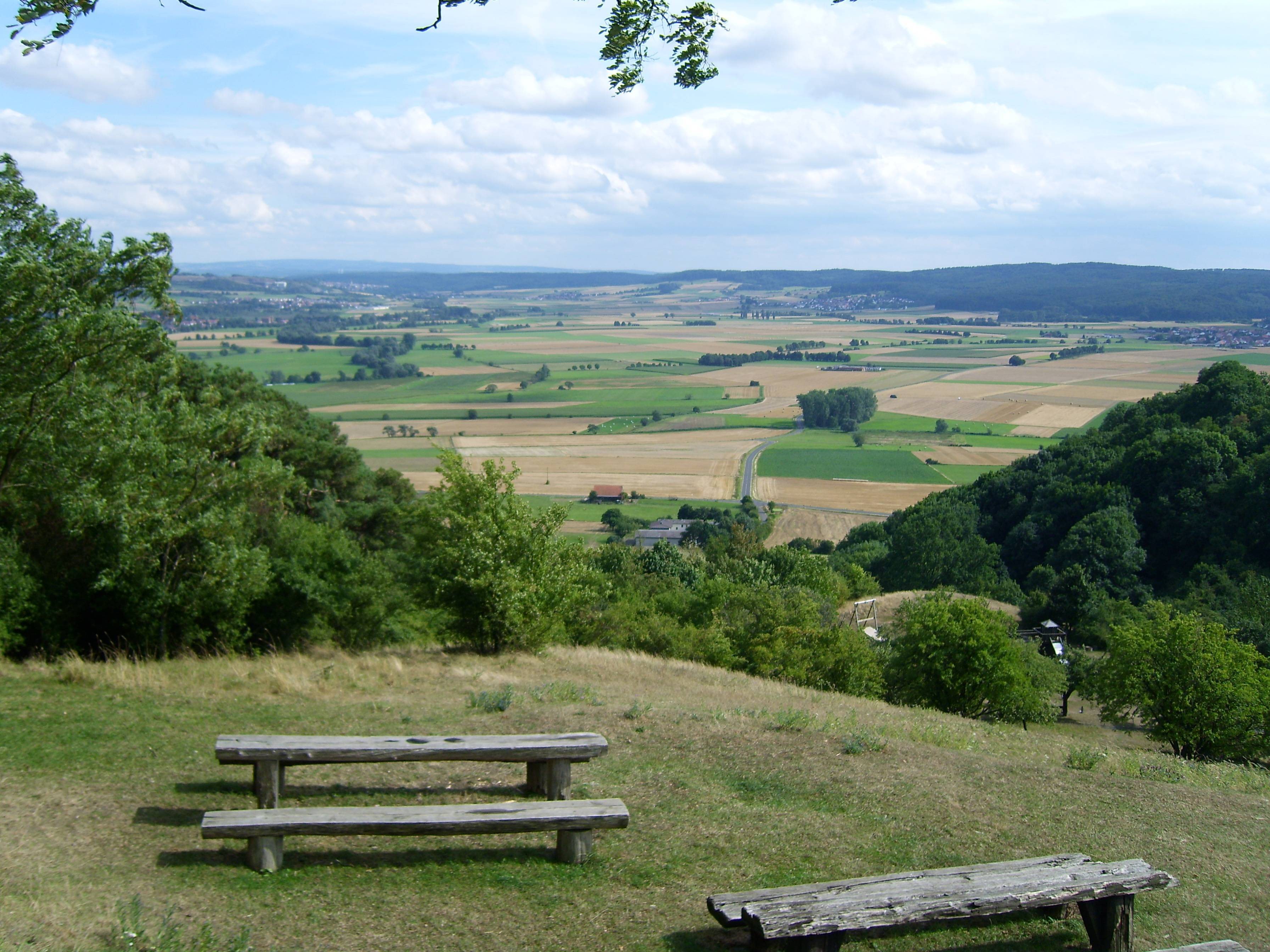
Blick von der Amöneburg auf das südöstliche Amöneburger Becken und den Vorderen (rechts die 407 m hohe Mardorfer Kuppe) und den "eigentlichen" Vogelsberg (links im Hintergrund).

Die die deutlich montaneren und außerhalb des Kreisgebietes liegenden Höhenzüge von Vogelsberg (773 m, Süden) und Kellerwald (675 m, Norden) verbindende Oberhessische Schwelle (Haupteinheit 346) im östlichsten Kreisgebiet wird am Burgholz, auf dessen Gipfel der gleichnamige Kirchhainer Ortsteil liegt, 380 m hoch, während die noch nördlicheren Erhebungen in Kellerwald-Nähe auch die 400 m übersteigen. Diese dem Kellerwald zugewandten Teile der Schwelle werden auch Gilserberger Höhen genannt, während die südlichen Teile (Nördliches Vogelsberg-Vorland) unmittelbar an den Unteren Vogelsberg grenzen.
Der beide Teile verbindende Neustädter Sattel zwischen Stadtallendorf im Westen und Neustadt im Osten stellt mit unter 300 m der B 454 zwischen Kirchhain und Treysa den niedrigsten Pass dieses Abschnittes der Rhein-Weser-Wasserscheide zur Verfügung (wobei die Bundesstraße selbst unmittelbar östlich Stadtallendorfs die 300 m überschreitet). Hier und angrenzend sind auch die weitaus meisten östlichen Ortsteile Kirchhains, nördlichen Ortsteile Stadtallendorfs sowie alle Ortsteile von Neustadt angesiedelt, wobei die Neustädter Ortsteile die einzigen im Landkreis sind, die zur Schwalm und damit zu Eder und Weser entwässern.

#### Lumda-Plateau
Die Basalt-Hochfläche des Lumda-Plateaus (Haupteinheit 349, auch Vorderer Vogelsberg genannt) erreicht seine höchste Höhe mit 407 m zwar im Landkreis, liegt jedoch nur mit einem kleineren Teil auf dessen Gebiet. Die südlichen Ortsteile von Ebsdorfergrund ziehen sich längs des Oberlaufes der Zwester Ohm vom Plateau bis in die große Talsenke des Amöneburger Beckens.

#### Amöneburger Becken
Das Amöneburger Becken (Haupteinheit 347) ist eine von (im Uhrzeigersinn geordnet, im Westen beginnend) Lahnbergen- (Südlichem) Burgwald, Oberhessischer Schwelle und Lumda-Plateau gänzlich eingeschlossene Talsenke mit der 365 m hohen Amöneburg als einziger nennenswerten Erhebung und der Ohm als zentralem Fließgewässer. Lediglich ein kleines Gebiet im Südwesten, das im Wesentlichen aus den niedriger gelegenen Ortsteilen von Ebsdorfergrund besteht, entwässert über die Zwester Ohm. Die nordöstliche Ohm-Senke unmittelbar am Lauf des Flusses wird hierbei naturräumlich vom Ebsdorfer Grund, der die südwestliche Hälfte einnimmt, getrennt.
Neben den meisten Ortsteilen Ebsdorfergrunds liegen alle Teile Amöneburgs, Stadtallendorf-Schweinsberg, Kirchhain nebst vielen Ortsteilen, Cölbe-Bürgeln und die östlichen Marburger Außenstadtteile Ginseldorf, Bauerbach, Schröck und Moischt im (oder an der Nahtstelle zum) gänzlich unbewaldeten Becken, das landwirtschaftlich intensiv genutzt wird.

## Berge
Folgende Erhebungen im Landkreis sind bekannt und z. T. als Ausflugsziel beliebt (AT=Aussichtsturm):
| Name               | Höhe [m. ü. NN] | Natur- raum                | Kenn- ziffer  | Groß- Landschaft | Ort                                                     | Sonstiges |
| ------------------ | --------------- | -------------------------- | ------------- | ---------------- | ------------------------------------------------------- | --- |
| Sackpfeife         | 674             | Sackpfeife                 | 333,3         | Süderbergland    | Biedenkopf-Dexbach                                      | Sendeanlage, AT, Freizeitpark, knapp außerhalb – höchste Erhebung des Landkreises und Biedenkopfs (hier ca. 663 m) |
| Hainpracht         | 631             | Sackpfeife                 | 333,3         | Süderbergland    | Biedenkopf                                              | |
| Angelburg          | 609             | Bottenh. Hochfl.           | 320,01        | Glad. Bergl.     | Bad Endbach-Bottenhorn, Angelburg-Lixfeld               | Sendeanlage, höchste Erhebung des Gladenbacher Berglandes, knapp außerhalb – höchste Erhebung Bad Endbachs (hier um 600 m) und Angelburgs (hier ca. 593 m)                                                                        |
| Arennest           | 592             | Sackpf.-Vorhöhen           | 332,0         | Süderbergland    | Biedenkopf-Engelbach                                    | |
| Kohlenberg         | 583             | Sackpf.-Vorhöhen           | 332,0         | Süderbergland    | Hatzfeld-Eifa                                           | Markanter Doppelgipfel, knapp außerhalb! |
| Mattenberg         | 578             | Bottenh. Hochfl.           | 320,01        | Glad. Bergl.     | Angelburg-Lixfeld                                       | Höchste ganz im Gemeindegebiet gelegene Erhebung Angelburgs |
| Würgeloh           | 564             | Bottenh. Hochfl.           | 320,01        | Glad. Bergl.     | Bad Endbach-Schlierbach                                 | Höchste ganz im Gemeindegebiet gelegene Erhebung Bad Endbachs |
| Hommerichskopf     | 562             | Breidenb. Grund            | 320,00        | Glad. Bergl.     | Breidenbach-Achenbach                                   | Höchste Erhebung Breidenbachs und des Breidenbacher Grundes an der westlichen Nahtstelle zum Rothaargebirge |
| Schwarzenberg      | 561             | Breidenb. Grund            | 320,00        | Glad. Bergl.     | Breidenbach, Biedenkopf                                 | Zentrum eines großen Waldgebietes; mit nur 1 m Rückstand zweithöchste, jedoch mit Abstand wichtigste Erhebung Breidenbachs und des Breidenbacher Grundes                                                                          |
| Madche             | 560             | Bottenh. Hochfl.           | 320,01        | Glad. Bergl.     | Angelburg-Gönnern und Steffenberg-Oberhörlen            | Höchste Erhebung Steffenbergs an einem in den Breidenbacher Grund hinein ragenden Rücken |
| Daubhaus           | 552             | Bottenh. Hochfl.           | 320,01        | Glad. Bergl.     | Gladenbach-Rachelshausen                                | Höchste Erhebung Gladenbachs im äußersten Osten der Hochflächen |
| Entenberg          | 535             | Breidenb. Grund            | 320,00        | Glad. Bergl.     | Biedenkopf-Breidenstein                                 | knapp außerhalb |
| Nimerich           | 533             | Breidenb. Grund            | 320,00        | Glad. Bergl.     | Dautphetal-Wolfgruben                                   | Südöstlicher Schwarzenberg-Wald, höchste Erhebung Dautphetals |
| Hollerberg         | 510             | Sackpf.-Vorhöhen           | 332,0         | Süderbergland    | Wetter-Treisbach                                        | Unbedeutender Gipfel am Südostfuß des Arennestes, jedoch höchste Erhebung Wetters |
| Rimberg            | 498             | Damsh. Kuppen              | 320,10        | Glad. Bergl.     | Dautphetal-Damshausen und Lahntal-Caldern               | AT, höchste Erhebung der Damshäuser Kuppen und Lahntals |
| Schönscheid        | 498             | Zollbuche                  | 320,05        | Glad. Bergl.     |                                                         | |
| Hemmerich          | 476             | Zollbuche                  | 320,05        | Glad. Bergl.     | Lohra                                                   | Höchste Erhebung Lohras im Osten der Zollbuche |
| Wollenberg         | 474             | Sackpf.-Vorhöhen           | 332,0         | Süderbergland    | Süd(west)liche Ortsteile Wetters und westliche Lahntals | Nahtstelle der drei Großlandschaften |
| Koppe              | 454             | Zollbuche                  | 320,05        | Glad. Bergl.     | Gladenbach-Erdhausen                                    | AT, Dreigestirn (mit Hemmerich und Koppe) im äußersten Osten der Zollbuche |
| Dreisberg          | 448             | Zollbuche                  | 320,05        | Glad. Bergl.     | Gladenbach                                              | Markante Ost-Erhebung des "Dreigestirn"es mit Koppe und Hemmerich im äußersten Osten der Zollbuche |
| Wade               | 425             | Bottenh. Hochfl./Zollbuche | 320,01/320,05 | Glad. Bergl.     |                                                         | AT, nördl. von Bad Endbach |
| Störner            | 412             | Damsh. Kuppen              | 320,10        | Glad. Bergl.     | Marburg-Dilschhausen                                    | Unbedeutende Erhebung am Südostfuß des Rimbergs, jedoch höchste Erhebung Marburgs |
| Geiersköpfe        | 412             | Burgwald (Nördl.)          | 345,1         | Westh. Bergl.    | Wetter-Mellnau                                          | Höchste Erhebung des Burgwaldes im Landkreis; Burg Mellnau mit AT am Südwestfuß auf ca. 340 m; südlich der bekanntere, aber nicht sehr eigenständige Sattelkopf (384 m)                                                           |
| Mardorfer Kuppe    | 407             | Lumda-Plateau              | 349,0         | Westh. Bergl.    | Amöneburg-Erfurtshausen                                 | Höchste Erhebung des Lumda-Plateaus und Amöneburgs |
| Namenloser Gipfel  | 399             | Oberh. Schw. (GH)          | 346,0         | Westh. Bergl.    | Neustadt-Mengsberg                                      | Höchste Erhebung Neustadts (hier rund 388 m hoch) im äußersten Norden der Gemarkung – knapp außerhalb! |
| Leidenhöfer Kopf   | 393             | Lumda-Plateau              | 349,0         | Westh. Bergl.    | Ebsdorfergrund-Ilschhausen                              | Höchste Erhebung von Ebsdorfergrund, zweithöchste des Lumda-Plateaus |
| Christenberg       | 387             | Burgwald (Nördl.)          | 345,1         | Westh. Bergl.    | Münchhausen                                             | Aussichtslokal; Gemarkung Wetters |
| Bronkekopf         | 385             | Sackpf.-Vorhöhen           | 332,0         | Süderbergland    | Münchhausen-Oberasphe                                   | Höchste Erhebung Münchhausens an der Nahtstelle zur Wetschaft-Senke |
| Burgholz           | 380             | Oberh. Schw. (GH)          | 346,0         | Westh. Bergl.    | Kirchhain-Burgholz                                      | AT, höchste Erhebung Kirchhains |
| Ortenberg          | 380             | Lahnberge                  | 348,01        | Westh. Bergl.    | Marburg                                                 | AT am Westhang, höchste Erhebung der Lahnberge |
| Buschhorn          | 379             | Oberh. Schwelle (NVV)      | 346,2         | Westh. Bergl.    | Neustadt                                                | Teil eines größtenteils gerodeten Hochplateaus mit guter Aussicht, Rhein-Weser-Wasserscheide unmittelbar südlich des Neustädter Sattels; knapp außerhalb – auf Neustädter Gemarkung nur bis 365 m und damit dritthöchste Erhebung |
| Sengelplatte       | 377             | Oberh. Schw. (GH)          | 346,0         | Westh. Bergl.    | Rauschenberg-Josbach                                    | Höchste Erhebung Rauschenbergs |
| Alter Rauschenberg | 376             | Burgwald (Südl.)           | 345,2         | Westh. Bergl.    | Rauschenberg-Schwabendorf                               | Zweithöchste Erhebung Rauschenbergs und höchste des Südlichen Burgwaldes |
| Kohlkopf           | 371             | Oberh. Schw. (GH)          | 346,0         | Westh. Bergl.    | Stadtallendorf-Wolferode                                | Höchste Erhebung Stadtallendorfs |
| Frauenberg         | 370             | Lahnberge                  | 348,01        | Westh. Bergl.    | Ebsdorfergrund-Frauenberg                               | Zweithöchste Erhebung der Lahnberge, Burgruine mit Aussicht |
| Vogelheerd         | 370             | Marb. Rücken               | 348,00        | Westh. Bergl.    | Marburg                                                 | Höchste Erhebung des Marburger Rückens |
| Amöneburg          | 365             | Am. Becken (OS)            | 347,0         | Westh. Bergl.    | Amöneburg                                               | Singularität und einzige nennenswerte, mit Abstand höchste Erhebung des Amöneburger Beckens mit historischer Kleinstadt und Fernsicht in alle Richtungen                                                                          |
| Großer Hirschberg  | 361             | Burgwald (Südl.)           | 345,2         | Westh. Bergl.    | Rauschenberg-Bracht                                     | Höchste Erhebung Cölbes und zweithöchste des Südlichen Burgwaldes; einziger "kuppiger" Berg im Burgwald |
| Hochberg           | 359             | Oberh. Schwelle (NVV)      | 346,2         | Westh. Bergl.    | Homberg (Ohm)                                           | Gerodeter Berg mit guter Aussicht – knapp außerhalb! |
| Gansei             | 357             | Damsh. Kuppen              | 320,10        | Glad. Bergl.     | Weimar-Nesselbrunn                                      | Höchste Erhebung Weimars |
| Hauptkopf          | 357             | Burgwald (Nördl.)          | 345,1         | Westh. Bergl.    | Wohratal                                                | Höchste Erhebung Wohratals und des sogenannten Mönchswaldes |
| Krückeberg         | 346             | Oberh. Schwelle (NS)       | 346,1         | Westh. Bergl.    | Neustadt                                                | Gerodeter Berg mit guter Aussicht auf der Rhein-Weser-Wasserscheide; nördlicher Neustädter Sattel |
| Nellenberg         | 345             | Oberh. Schwelle (NS)       | 346,1         | Westh. Bergl.    | Neustadt                                                | Kuppe mit Burgruine – gute Aussicht im Winter; südlicher Neustädter Sattel |
| Kainsberg          | 324             | Wetschaft-Senke            | 345,0         | Westh. Bergl.    | Münchhausen-Wollmar                                     | Praktisch einzige nennenswerte Erhebung der Wetschaft-Senke im Landkreis-Gebiet |
| Hasenkopf          | 320             | Marb. Rücken               | 348,00        | Westh. Bergl.    | Marburg                                                 | Gerodeter Gipfel mit Aussicht ins Hinterland und zu den Lahnbergen |
| Maistrauch         | 303             | Lumda-Plateau              | 349,0         | Westh. Bergl.    | Fronhausen-Hassenhausen                                 | (Unbedeutende) Höchste Erhebung von Fronhausen |
| Kirchenberg        | 258             | Am. Becken (EG)            | 347,1         | Westh. Bergl.    | Ebsdorfergrund-Wittelsberg                              | Wittelsberger Warte |